# Liste des œuvres publiques de Douala

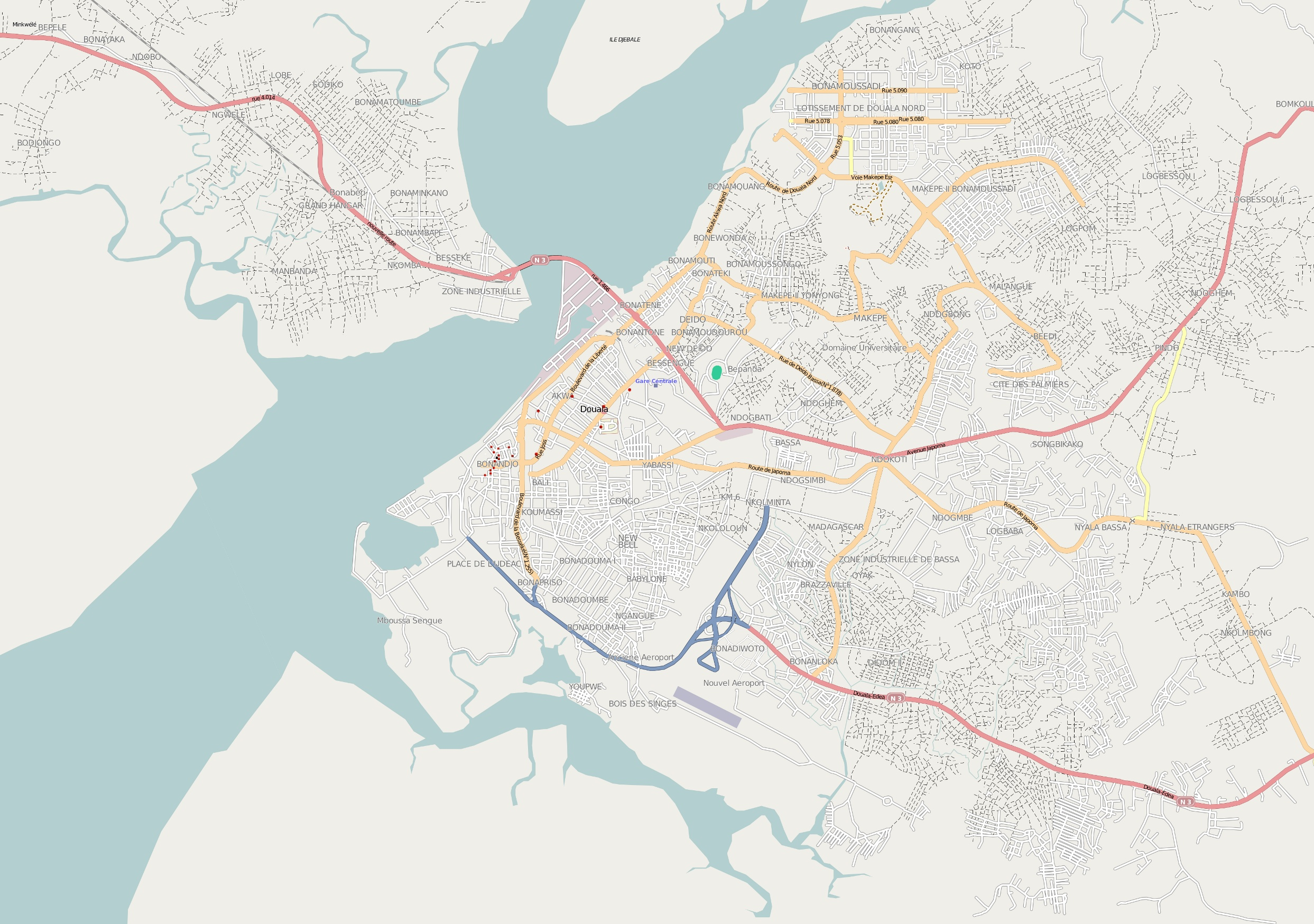
Art public à Douala

Cet article recense les principales œuvres d'art public de Douala, au Cameroun.

## Liste
Cette liste ne concerne que les œuvres d'art public (sculptures, installations, etc.) accessibles depuis un espace public, en plein air ou en intérieur. Elle ne comprend pas celles qui sont présentes dans les musées en tant que pièces exposées.

### Œuvres permanentes
| Image | Titre / sujet                                          | Lieu                                                    | Date      | Artiste                                                             | Type                                                          | Matériau | Dimensions                                                                                      | Description | Coordonnées                                                | Propriétaire | Notes |
| ----- | ------------------------------------------------------ | ------------------------------------------------------- | --------- | ------------------------------------------------------------------- | ------------------------------------------------------------- | --- | ----------------------------------------------------------------------------------------------- | --- | ---------------------------------------------------------- | --- | --- |
|       | Les triptyques Artventure                              | Bonanjo                                                 | 1992      | Joël Mpah Dooh et Étienne Delacroix                                 | Peinture murale permanente                                    | Peinture murale | 2,5 × 3 m                                                                                       | Panneaux triptyques de plexiglas | 4° 02′ 37″ N, 9° 41′ 15″ E                                 | Sponsorisé par doual'art et offert à la Communauté Urbaine de Douala                                                    | Ces panneaux triptyques de plexiglas sont le résultat d’un atelier de création plastique assistée par ordinateur, animé par l’artiste belge Étienne Delacroix à Douala. La jeune Mony, et les artistes Koko Komégné et Joël Mpah Dooh avaient bénéficié de cet atelier de création, qui avait produit quatre panneaux triptyques de plexiglas au total. Deux des triptyques, ceux réalisés par Mony et par Koko Komégné, installés place du Rond-point 4e à Akwa, ont été dégradés par des annonceurs publicitaires et ont aujourd’hui disparu. Les autres panneaux sont toujours visibles rue du Tribunal, à Bonanjo |
|       | La Nouvelle Liberté                                    | Deïdo                                                   | 1996      | Joseph-Francis Sumégné                                              | Sculpture monumentale permanente.                             | Matériaux recyclés | Hauteur : 12 m ; largeur : 5 m                                                                  | Sculpture monumentale située sur l'un des principaux ronds-points de Douala | 4° 03′ 51″ N, 9° 42′ 25″ E                                 | Sponsorisé par doual'art et offert à la Communauté Urbaine de Douala                                                    | Restauré en 2007 et présenté au Salon urbain de Douala 2007. La sculpture est considérée comme l'un des symboles de la ville |
|       | La Borne Fontaine                                      | Bessengue Akwa                                          | 2003      | Danièle Diwouta-Kotto                                               | Art public et infrastructure                                  | | 3 m sur 4 m; hauteur 6 m                                                                        | Fontaine permanente | 4° 03′ 17″ N, 9° 42′ 26″ E                                 | Sponsorisé par doual'art et offert à la Communauté Urbaine de Douala Development Community of Bessengué (administrator) | Présenté au Salon urbain de Douala 2007. |
|       | AIDS prevention                                        | Bonabéri                                                | 2005      | Dodji Efoui, Hervé Youmbi et élèves de l'école bilingue de Bonabéri | Peinture murale                                               | Mur peint |                                                                                                 | | De 4° 05′ 03″ N, 9° 40′ 02″ E à 4° 04′ 55″ N, 9° 40′ 07″ E | Sponsorisé par Doual'art et offert à la Communauté Urbaine de Douala                                                    | |
|       | La Passerelle                                          | Bessengue Akwa                                          | 2005      | Alioum Moussa                                                       | Art public et infrastructure                                  | Bois et fer | 1,26 × 4,92 × 9 mètres                                                                          | Pont permanent | 4° 03′ 19″ N, 9° 42′ 26″ E                                 | Sponsorisé par doual'art et donnée à la Communauté Urbaine de Douala Development Community of Bessengué (administrator) | Le travail a été présenté au Salon urbain de Douala 2007. |
|       | Les Arches du Temps - Douala Ville d'Art et d'Histoire | à côté de 18 bâtiments historiques en Bonanjo et Akwa   | 2006      | Sandrine Dole                                                       | Design urbain                                                 | |                                                                                                 | Design urbain associé au repère / monument culturel et historique,. |                                                            | Communauté Urbaine de Douala.                                                                                           | Inauguration: SUD Salon urbain de Douala 2010 |
|       | Sud Obelisk                                            | Bonanjo                                                 | 2007      | Faouzi Laatiris                                                     | Sculpture pyramidale permanente                               | Matériau de la structure : béton armé ; Matériaux de surface : marbre noir ; lettering: engraving and gilding with fine gold; pyramidion: gold brass. | Hauteur : 875 cm ; base : 100 × 100 cm ; sommet : 20 × 20 cm.                                   | Monument commémoratif commandité dans le cadre du Salon urbain de Douala. | 4° 02′ 35″ N, 9° 41′ 14″ E                                 | Sponsorisé par Doual'art et offert à la Communauté Urbaine de Douala                                                    | Présenté au Salon urbain de Douala 2007. |
|       | Njé Mo Yé                                              | Nkololoun                                               | 2007      | Koko Komégné                                                        | Sculpture permanente                                          | Tubes de fer peints en rouge | Hauteur : 5 m ; largeur : 2,5 m ; diamètre des tubes : 12 cm.                                   | Njé Mo Yé, qui signifie “c’est quoi, çà?” en langue douala, est une sculpture qui représente et magnifie le couple.                                                                                          | 4° 02′ 16″ N, 9° 43′ 14″ E                                 | doual'art. | Commissionné dans le cadre du et présenté au Salon urbain de Douala 2007. |
|       | Arbre à palabres                                       | Bonanjo                                                 | 2007      | Frédéric Keiff                                                      | Sculpture pyramidale permanente                               | Fers à béton peints, verre brisé, plastic bonded silicone.                                                                                            | Hauteur : 5,1 m ; largeur : 7 m.                                                                | Sculpture pyramidale permanente, elle se présente comme un arbre dont le tronc et les branches sont en barres d'armature peintes, tandis que les feuilles sont en morceaux de verre et de plastique colorés. | 4° 02′ 38″ N, 9° 41′ 14″ E                                 | doual'art. | Présenté au Salon urbain de Douala 2007. |
|       | Face à l’eau                                           | Bonamouti-Deido                                         | 2008-2010 | Salifou Lindou                                                      | Installation permanente dans une aire de passage              | Bois, métal et feuilles de plastique colorées | 5 panneaux pour 3,70 m de hauteur                                                               | Face à l’eau est une installation de cinq panneaux verticaux, en bois, métal et tôles plastiques colorées, sur les berges du fleuve Wouri à Bonamouti,.                                                      | 4° 04′ 19″ N, 9° 42′ 37″ E                                 | Sponsorisé par Doual'art et offert à la Communauté Urbaine de Douala                                                    | Erigés à 3,70 m de hauteur pour les plus importants, ces cinq ‘volets’ désolidarisés sont disposés sur la berge de façon qu’à une certaine distance ils créent l’illusion d’un paravent unique. L’installation est conçue dans l’optique de protéger des regards des promeneurs la nudité des piroguiers-pêcheurs qui se lavent à l’issue de leur journée de travail. Restauration: 2013 - remplacement des tôles de plastique cassées et la dislocation sur une position plus élevée. Présenté au Salon urbain de Douala 2010. |
|       | Les Globe-Trotters                                     | Escaliers du Boulevard de la République, Bali           | 2009      | Philippine Barbou                                                   | Installation permanente dans une aire de passage              | Fers à béton peints | 2,85 m de hauteur sur 3 m de large avec une profondeur de 90 cm                                 | Les Globe-Trotters est une installation en jaune rebars de fer peintes qui représentent graphiquement deux voyageurs.                                                                                        | 4° 02′ 28″ N, 9° 41′ 34″ E                                 | Sponsorisé par doual'art et offert à la Communauté Urbaine de Douala                                                    | Les Globe-Trotters est une installation donnée par l'artiste Philippine Barbou à doual'art. L'artiste a voulu rendre hommage à la ville non pas comme une destination touristique en soi, mais comme une étape fondamentale, où tous les voyageurs convergent pour se reposer avant de repartir pour l'extérieur du pays. |
|       | Corps d'eau                                            | Cité Sic                                                | 2010      | Aser Kash                                                           | Sculpture permanente                                          | | diamètre 0,80 m, hauteur maximale 3,75 m                                                        | 5 sculptures | 4° 02′ 56″ N, 9° 44′ 09″ E                                 | Sponsorisé par Doual'art and offert à la Communauté Urbaine de Douala                                                   | Après une résidence d’une année dans son quartier de Douala, Aser Kash a proposé Corps d’eau, cinq sculptures dont l’ensemble est devenu un véritable aménagement public, en bordure de route à la Cité Sic, face à un forage de grande fréquentation. La Cité Sic a été la toute première cité construite par la Société Immobilière du Cameroun (SIC) à Douala, comme l’atteste la vétusté de ses bâtiments, dans le grand village de Bassa. Depuis la création de l’Université de Douala, ce quartier est devenu un des quartiers les plus populaires de la ville. Œuvre produite au sein du Liquid Projects. Présenté au Salon urbain de Douala 2010. |
|       | Les Mots écrits de New Bell                            | New Bell                                                | 2010      | Hervé Yamguen                                                       | Œuvre d'art public permanente, séries de 6 peintures murales. | Fers à béton peints, verre brisé, plastic bonded silicone.                                                                                            |                                                                                                 | Œuvre commissionnée dans le cadre du SUD ou Salon urbain de Douala. Fait partie des liquid Projects, | 4° 01′ 32″ N, 9° 42′ 38″ E                                 | Sponsorisé par Doual'art et offert à la Communauté Urbaine de Douala                                                    | Présenté au Salon urbain de Douala 2010. |
|       | New Walk New Ways                                      | New Bell Ngangue                                        | 2010      | Kamiel Verschuren                                                   | Infrastructure                                                | Bois | 2 km                                                                                            | Couverture de caniveaux avec de longues planches de bois sur lesquelles l’artiste a inscrit des textes et des mots liés à l’élément liquide,.                                                                | De 4° 01′ 28″ N, 9° 42′ 34″ E à 4° 01′ 16″ N, 9° 42′ 34″ E | doual'art. | Présenté au Salon urbain de Douala 2010. Verschuren, avec le projet New Walk Ways New Bell a couvert, sur environ 2 kilomètres, des caniveaux à ciel ouvert du quartier New Bell. Cette couverture de caniveau a été réalisée avec de longues planches de bois sur lesquelles l’artiste a inscrit des textes et des mots liés à l’élément liquide qui ont été perforés, permettant ainsi à l’eau de s’y infiltrer tout en évitant aux ordures solides d’y pénétrer. New Walk Ways New Bell a été réalisé en collaboration avec les habitants du quartier. Selon l’artiste, “le projet ouvre pour les habitants la possibilité de maîtriser et améliorer leurs conditions citadines et les invite à mener des activités collectives spontanées tant fonctionnelles qu’expressives et belles.” Conservation: Peu traces subsistent encore surtout à des entrées privées. La plupart des planches de bois ont été détériorées par l'eau, prise par les habitants pour être réutilisés, ou substitué par d'autres planches de bois. |
|       | Pont Source                                            | Ndogpassi III                                           | 2010      | Ties Ten Bosh                                                       | Architecture et infrastructure                                | Bois | Hauteur 2,3 m                                                                                   | Œuvre architecturale et infrastructure commanditée dans le cadre du Salon urbain de Douala. | 4° 00′ 43″ N, 9° 45′ 40″ E                                 | Sponsorisé par doual'art et offert à la Communauté Urbaine de Douala                                                    | Présenté au Salon urbain de Douala 2010. |
|       | Le puits                                               | New Bell Ngangue, face à la maison de Yamguen           | 2010      | Loris Cecchini                                                      | Infrastructure                                                | Béton armé | Hauteur 110 cm, diamètre 140 cm.                                                                | Puits transformé en sculpture ornementale,. | 4° 01′ 30″ N, 9° 42′ 36″ E                                 | Sponsorisé par doual'art.                                                                                               | Présenté au Salon urbain de Douala 2010. L’artiste italien Loris Cecchini a décidé d’habiller la margelle d’un puits utilisé dans le quartier New Bell Ngangue avec des moulages de bidons de formats différents servant à récupérer et à conserver l’eau des puits ou d’autres sources. Le Puits deviendra sculpture ornementale dans l’environnement urbain très dégradé du quartier (une variante de conception a été réalisée par Kamiel Verschuren, Lucas Grandin et Kaleb de Groot). |
|       | Le Jardin sonore                                       | Bonamouti, Deïdo                                        | 2010      | Lucas Grandin                                                       | Œuvre d'art architecturale permanente et jardin botanique     | Bois, système d'irrigation, boîte en métal, jardin botanique                                                                                          |                                                                                                 | Public architectural artwork and infrastructure commissioned in the frame of SUD (Salon urbain de Douala).                                                                                                   | 4° 04′ 19″ N, 9° 42′ 38″ E                                 | Sponsorisé par doual'art et offert à la Communauté Urbaine de Douala                                                    | Présenté au Salon urbain de Douala 2010. |
|       | La Colonne Pascale                                     | New Bell                                                | 2010      | Pascale Marthine Tayou                                              | Œuvre d'art monumentale permanente (totem)                    | Pots émaillés. |                                                                                                 | Sculpture monumentale commanditée dans le cadre du Salon urbain de Douala. | 4° 01′ 34″ N, 9° 42′ 23″ E                                 | Sponsorisé par doual'art et offert à la Communauté Urbaine de Douala                                                    | Présenté au SUD Salon urbain de Douala 2010. |
|       | Pavilion Urbain de Douala PUB                          | Bonanjo, Espace doual'art                               | 2010      | RAW/2012 Architects, ICU art projects                               | Pavillon permanent, œuvre architecturale                      | |                                                                                                 | Œuvre d'art architecturale | 4° 02′ 38″ N, 9° 41′ 13″ E                                 | doual'art | Conçu pour le Salon urbain de Douala 2010. |
|       | Oasis                                                  | New Bell                                                | 2010      | Tracey Rose                                                         | Peinture murale.                                              | Mur peint dans une aire de passage | Deux murs d'une cour d'école à New Bell Ngangue                                                 | 2 peinture murales de 8 mètres chacune,. | 4° 01′ 28″ N, 9° 42′ 33″ E                                 | Sponsorisé par doual'art. Propriété de l'École CBC Babylon de New Bell.                                                 | Présenté au Salon urbain de Douala 2010. L’artiste Tracey Rose a effectué une première résidence à Douala en novembre 2009 durant laquelle elle a créé une performance dont la vidéo a été projetée lors de l’exposition Raison d’être à l’espace doual’art sur le thème de Mamy Wata. Oasis est une fresque réalisée dans la cour d’une école de New Bell Ngangue, l’École CBC Babylon. L’artiste stigmatise l’irrespect de l’environnement qui provoque, dans le fragile écosystème de la mangrove du littoral camerounais, une pollution dramatique des eaux de l’estuaire du fleuve Wouri au fond duquel se situe la ville de Douala. L’École CBC Babylon est un établissement d'enseignement privé baptiste de New Bell Ngangué, comprenant une école maternelle et une primaire. Outre son offre éducative, l'école est devenue aujourd'hui un célèbre endroit de New Bell connu pour l'art public et ses activités culturelles. Sur le mur externe, il est possible de voir l'une des installations Les Mots Écrits de New Bell par Hervé Yamguen reproduit comme une mosaïque de carreaux. La cour de l'école, au lieu, a été utilisé comme un espace en plein air pour les projections de films organisées la nuit dans le cadre du programme culturel "Cinéma du Kwatt" par le Groupe Kapsiki en 2010. |
|       | Pirogue Céleste                                        | Place de l'esplanade de l'ancien aéroport, Bonapriso    | 2009-2011 | Hervé Youmbi                                                        | Œuvre d'art public permanente.                                | Métal forgé | Base de la pirogue: longueur 5 m, hauteur 0,80 cm; proue: longueur 5 m; hauteur totale 3,20 cm. | Œuvre produite dans le cadre des Liquid Projects, | 4° 01′ 00″ N, 9° 42′ 24″ E                                 | Sponsored par Doual'art et offert à la Communauté Urbaine de Douala                                                     | Présenté au Salon urbain de Douala 2010. La Pirogue Céleste d’Hervé Youmbi est une représentation d’une pirogue dotée d’une figure de proue travaillée à l’ancienne, mais réalisée en métal découpé et non en bois sculpté comme il était de tradition. Cette figure de proue, dessinée en collaboration étroite avec quelques jeunes du quartier Bonapriso, est composée de signes qui affirment l’identité contemporaine de la ville de Douala. L’œuvre est une interrogation sur la complexité de la relation entre tradition(s), mémoire(s) et contemporanéité en ce XXIe siècle. La Pirogue Céleste, agrémentée de bancs et jardinières de fleurs a été installée sur l’esplanade de l’Ancien Aéroport, qui devient ainsi un des rares squares verts de la ville doté d’un équipement public. |
|       | Dear Goddy                                             | Bonendale                                               | 2012      | Sandrine Dole                                                       | Œuvre d'art permanente                                        | Bois, fer et acier |                                                                                                 | Pierre commémorative dédiée à Goddy Leye. | 4° 04′ 15″ N, 9° 23′ 38″ E                                 | ArtBakery | |
|       | Mural on the Bilingual Lyceum of Deïdo                 | Lycée bilingue de Deïdo                                 |           |                                                                     | Peinture murale                                               | Mur peint |                                                                                                 | | De 4° 03′ 57″ N, 9° 42′ 55″ E à 4° 03′ 54″ N, 9° 42′ 54″ E | Communauté Urbaine de Douala.                                                                                           | |
|       | Mural on the Bilingual Lyceum of Akwa                  | Lycée bilingue d'Akwa                                   |           |                                                                     | Peinture murale                                               | Mur peint |                                                                                                 | | De 4° 03′ 05″ N, 9° 42′ 11″ E à 4° 03′ 09″ N, 9° 42′ 14″ E | Communauté Urbaine de Douala.                                                                                           | |
|       | Tête de Rêves                                          | Thomas Fashion façade, Vallée Bessengue, Bessengué-Akwa | 2013      | Boris Nzebo                                                         | Peinture murale et plaque de métal dans une aire de passage   | Façade | hauteur 2 m, longueur 3 m, épaisseur 6 cm                                                       | Peinture murale sur la façade d'un salon de coiffure, |                                                            | | Tête de rêves » est l'œuvre réalisée par l'artiste gabonais Boris Nzebo pour SUD 2013. L'artiste, connu pour ses recherches sur la culture traditionnelle et contemporaine des coiffures africaines et sur l'environnement urbain, a travaillé sur les murs extérieurs de la boutique « Thomas fashion », un salon de coiffure situé au cœur de Bessengue-Akwa. Tête de rêves occupe les deux parties les plus visibles du salon de coiffure. La façade principale montre une peinture murale lumineuse, représentant des profils de mannequins pour coiffeurs et des formes géométriques. Cette façade a été réalisée en collaboration avec Joe Kessy, un artiste qui vit et travaille dans le quartier. Sur la façade latérale du salon, l'artiste a pendu une longue plaque de métal de 3 mètres sur laquelle il a appliqué trois portraits géants de mannequins, avec des coiffures particulièrement élaborées et contemporaines. |
|       | Espace de jeux                                         | Vallée Bessengue, Bessengue-Akwa                        | 2013      | Raumlabor                                                           | œuvre de proximité                                            | bois | Surface au sol non définie, hauteur maximale 3,5 m                                              | installation prototype d'un terrain de jeu, |                                                            | | « Espace de jeux » est une installation prototype d'un terrain de jeu produit par Raumlabor, un groupe d'architectes de Berlin, pour SUD 2013. L'installation est une structure bois qui prolonge le seul arbre bordant la rivière Mbopi, au niveau de Bessengue. L'installation est construite sur plusieurs niveaux qui atteignent les premières branches de l'arbre. Elle est composée tel un échafaudage et invite les habitants à s'asseoir ou à se reposer à l'ombre. Inauguration lors du SUD (Salon urbain de Douala) 2013. Conservation: Mauvais état à cause de l’utilisation des habitants et la déterioration du bois. |
|       | Madiba square                                          | Block 1 Bessengue-Akwa                                  | 2013      | Pascale Marthine Tayou                                              | Installation dans une aire de passage                         | Béton | Trois sites de dimensions variables: surface 2 m X 1 m et hauteur maximale 3,5 m                | Ensemble de trois installations, |                                                            | | Madiba Square » est un ensemble de trois installations conceptualisées par Pascale Martine Tayou pour SUD 2013. Chaque ensemble est composé d'un groupe de trois colonnes de béton, chacune placée sur une base circulaire, assez grande pour s'asseoir. À l'extrémité supérieure de chaque colonne, il y a une bassine ou un seau (d'usage commun) renversé, en matière plastique et de couleurs différentes. Chaque groupe de colonnes formant une zone par elle-même, au sein de laquelle un bloc rectangulaire de béton sert de banc. L'idée de l'artiste était de renforcer les activités récréatives dans les zones de transition du quartier en fournissant points d'ancrage et points de convivialité à proximité des maisons, où il est possible de faire une pause, de s'y étendre pour se reposer. Inauguration: SUD Salon urbain de Douala 2013 |
|       | Theatre Source                                         | Ndogpassi III                                           | 2010-2013 | Philip Aguirre                                                      | œuvre de proximité                                            | Béton | Largeur 20 m, longueur 30 m et hauteur 23 m                                                     | Aménagement artistique qui renforce l’aspect amphithéâtral du site de la source naturelle du quartier Ndogpassi 3,.                                                                                          |                                                            | | Après sa résidence à Douala en janvier 2010, Philip Aguirre a décidé de réaliser Source. Théâtre Source est un amphithéâtre en béton, conçu par l'artiste belge Philip Aguirre pour SUD 2013, et construit avec l'aide de l'architecte Mauro Lugaresi. Selon le thème de SUD 2013, l'artiste a décidé de métamorphoser la forme naturelle de la zone entourant la source d'eau de Ndogpassi III avec une structure typique de la Rome antique. Théâtre Source présente six niveaux de gradins s’étendant sur plus d’une vingtaine de mètres de longueur, desservis par trois volées d’escaliers d’une trentaine de marches, permettant d’accéder aux trois plateaux scéniques. L'installation permet de loger près d'un millier de personnes. Le processus de production de Théâtre Source a duré trois ans, ce qui a nécessité une longue médiation avec la communauté locale. Ndogpassi III est un quartier informel isolé et marginalisé sur Douala, habité par la population immigrée depuis les dix dernières années. Philippe Aguirre a été inspiré par ce terrain naturel formé de paliers de boue à plusieurs niveaux descendants à la seule source d'eau de Ndogpassi III. La source est située au niveau du sol, au centre du Théâtre Source, et il reste un important point de repère pour les habitants, en particulier les femmes et les enfants, qui l'utilisent pour s'y rencontrer, pour bavarder et jouer au football. Les escaliers latéraux de l'installation facilitent le passage en reliant de nouveau deux routes détruites auparavant. Inauguration: SUD Salon urbain de Douala 2013                                   |
|       | C.A.I.R.E.                                             | Bonamouti-Deido                                         | 2013      | Kamiel Verschuren, Lucas Grandin et Amandine Braud                  | œuvre de proximité                                            | |                                                                                                 | développement ou restauration de zones d'habitats domestiques, en échange de l'autorisation d'utiliser une façade des maisons pour la production d'une intervention artistique,.                             |                                                            | | C.A.I.R.E. (acronyme pour Collectif d'Interventions Artistiques et Architecturales Responsables et Éthiques), est un projet conçu par un groupe de trois artistes internationaux, Kamiel Verschuren (NL), Lucas Grandin (FR) et Amandine Braud (FR), qui ont "métamorphosé" le quartier de Bonamouti-Deido pour SUD 2013. Le collectif C.A.I.R.E. a négocié une sorte de « troc » avec les habitants: un travail de développement ou de restauration de la zone d'habitat domestique, en échange de l'autorisation d'utiliser une façade de leur maison pour la production d'une intervention artistique. Un processus intégré dans le contexte local, dans le but d'être impliqué dans les histoires de familles, de comprendre leurs priorités, et de sélectionner les habitants avec lesquels cet échange était possible. Un escalier sur la boue permettant à une non-voyante de pouvoir enfin retourner au quartier, des auvents pour la protection contre la chaleur du soleil, des portes, des terrasses, des commodités ou une aide à l'installation pour une start-up alimentaire sont des types de projets produits par C.A.I.R.E. Pour la production d'œuvres d'art, C.A.I.R.E. a ouvert les portes de son projet au-delà des limites du quartier, invitant un groupe d'artistes nationaux et internationaux, dont Salifou Lindou (vit et travaille à Bonamouti-Deido), Romuald Dikoumé (CM), Aser Kash (CM), Leah Touitou (FR) et Malala Andrialavidrazana (MG), pour entrer dans des espaces privés des gens du coin, en les impliquant dans le processus de production artistique. Inauguration: SUD Salon urbain de Douala 2013 |
|       | Floating Quai                                          | Deïdo Plage, Bonamouti-Deïdo                            | 2013-2014 | Juan Fernando Herran                                                | œuvre de proximité                                            | |                                                                                                 | construction en bois sur la rive du fleuve Wouri composée de plusieurs pontons rappelant la forme des pirogues traditionnelles,.                                                                             |                                                            | | Floating Quai est une œuvre de l'artiste colombien Juan Fernando Herran, sa construction a commencé pour SUD 2013, et a continué en janvier 2014 avec le soutien de l'architecte Mauro Lugaresi. L'œuvre est une construction en bois sur la rive du fleuve Wouri composée de plusieurs pontons rappelant la forme des pirogues traditionnelles. Avec ce travail, l'artiste a voulu rendre hommage à la culture de tradition fluviale des habitants de Bonamouti, une population de pêcheurs qui encore aujourd'hui fait usage de pirogues (pirogues traditionnelles taillées dans le bois) pour travailler. Le quai flottant offre un pied et un abri pour les canots, permettant aux pêcheurs de débarquer sur la rive quelle que soit la marée. Inauguration: SUD Salon urbain de Douala 2013 |
|       | Cameroonian Heroes                                     | jardin de doual’art, Place du Gouvernement, Bonanjo     | 2013      | Hervé Youmbi                                                        | installation dans une aire de passage                         | |                                                                                                 | portraits de cinq hommes politiques Camerounais qui, à différentes périodes historiques, se sont battus et sont morts pour l'indépendance.                                                                   |                                                            | | Camerounais Heroes représente les portraits de cinq hommes politiques Camerounais qui, à différentes périodes historiques, se sont battus et sont morts pour l'indépendance : Ernest Ouandié, Ruben Um Nyobe, John Ngu Foncha, Félix-Roland Moumié, et Rudolf Douala Manga Bell. Malgré leur popularité, l'establishment politique actuel refuse de les honorer. Youmbi a décidé de rendre hommage à ces héros de la résistance, symboliquement, en leurs dédiant des noms de rues, visibles sur des plaques de rues en métal accrochées sous chaque portrait. Chaque plaque présente, en plus du nom de l'homme politique, sa date de naissance et de décès, et deux drapeaux. Le premier est le drapeau Camerounais, pour indiquer le pays d'origine de chaque personnalité. Le deuxième drapeau, appartient, lui, à la nation qui a causé la mort de l'homme politique représenté. Une autre corrélation est évidente dans les différentes formes des plaques métalliques: chacune d'elles a été choisie en fonction de la plaque typique des rues qu'il est possible de trouver dans le pays considéré comme coupable de la mort de chaque homme politique. Avec ce geste symbolique, l'artiste entend consacrer aux héros Camerounais les rues de Paris, Berlin et Yaoundé. Inauguration: SUD Salon urbain de Douala 2013 |
|       | Caravane d’images                                      | Ndogpassi III                                           | 2013      | Léah Touitou                                                        | installations dans aires de passage                           | |                                                                                                 | voie visuelle permanente dans Ndogpassi III |                                                            | | Caravane d'images est un projet artistique itinérant de l'artiste française Leah Touitou présenté pour SUD 2013. Touitou, en collaboration avec l'artiste locale Edwige Ndjeng, a dirigé une série d'ateliers en plein air de peinture et de production de peintures murales. Le projet a été l'occasion pour les enfants et leurs mères d'apprendre les techniques de base de la peinture et d'exposer leurs œuvres (environ 40 pièces) pendant SUD 2013. Dans le même temps, les artistes ont impliqué directement un groupe de jeunes de la région dans la conceptualisation et la production de peintures murales composées de textes, dessins et signes figuratifs. Caravane d'images » a créé une voie visuelle permanente dans Ndogpassi III, qui mène de la maison du chef de quartier vers le Théâtre Source, l'amphithéâtre près de la source d'eau, produit par Philippe Aguirre. Inauguration: SUD Salon urbain de Douala 2013 |

### Œuvres éphémères ou ayant disparu
| Image | Titre / sujet                         | Lieu                                                               | Date               | Artiste                                                                                                 | Type                                    | Matériau                                    | Dimensions | Description | Coordonnées                | Propriétaire                                                         | Notes |
| ----- | ------------------------------------- | ------------------------------------------------------------------ | ------------------ | --- | --------------------------------------- | ------------------------------------------- | --- | --- | -------------------------- | -------------------------------------------------------------------- | --- |
|       | doual'art pop'93                      | Madagascar                                                         | 1993               | Koko Komégné, Kouo Eyango, Joël Mpah Dooh, Aimé Tallo, René Tchebetchou                                 | Peinture murale                         | Mur peint                                   | 152 mètres de longueur                                                                                        | Peinture murale sur une palissade de 150 mètres. |                            | Sponsorisé par Doual'art et offert à la Communauté Urbaine de Douala | Il était localisé face au marché du quartier Madagascar. Cette peinture est complètement détériorée et n’existe plus. Lors de sa création, le directeur artistique du projet, Koko Komegne, a réuni quatre maîtres de l'art au Cameroun. Chaque artiste (y compris Koko Komegné même) a travaillé avec un groupe de trois jeunes peintres du quartier. Au total 20 personnes se sont exprimées sur un palissade longue de 150 mètres. Didier Schaub, le curateur du projet, a défini le thème général à développer par les artistes qui devaient donner au public " Les clés pour comprendre le quartier". Le travail a eu lieu pendant cinq après-midis, en face du nouveau marché de la zone Madagascar. |
|       | BendSkins                             | Les routes de Douala                                               | 2007               | Philippe Mouillon et Lionel Manga                                                                       | évènement public                        | Tissu                                       | | 100 mots/phrases qui synthétisent l’histoire personnelle de 200 chauffeurs de moto taxis (les bend-skins), et 200 t-shirts-uniforme. |                            |                                                                      | Inauguration au SUD Salon urbain de Douala 2007 |
|       | Les Néons d'Amour                     | New Bell Ngangué                                                   | 9-16 décembre 2007 | Hervé Yamguen                                                                                           | Installation temporaire                 | Néon                                        | | Jeux de lumière avec des néons |                            |                                                                      | La nuit tombe sur New Bell — Comme tous les jours, la vie noctambule s'installe, avec ses bruits, avec son économie de bar et de braiseurs, avec ses lumières. Mais, à la différence de tous les jours, de nouvelles lumières, des dessins devenus des néons irradient d'une lumière douce le quotidien. Hervé Yamguen, l'enfant de New Bell, offre à ses voisins cette ambiance pleine de poésie, durant huit jours. Inauguration: SUD Salon urbain de Douala 2007 |
|       | Black Bodies Swinging                 | Maison abandonnée du prince Alexandre Ndoumbé                      | 2007               | Michèle Magema                                                                                          | Installation temporaire                 |                                             | | Objets noirs figurant des corps, se balançant. |                            |                                                                      | Inauguration: SUD Salon urbain de Douala 2007 |
|       | Les Neuf Notables                     | Madagascar                                                         | 2007               | Joseph-Francis Sumégné                                                                                  | Installation temporaire                 |                                             | | Neuf mannequins de notables (représentants du pouvoir politique traditionnel dans les villages). |                            |                                                                      | Inauguration: SUD Salon urbain de Douala 2007 |
|       | Fantasia Urbaine                      | Rues et boulevard du centre ville, Bonanjo et Akwa.                | 2007               | Pascale Marthine Tayou                                                                                  | Performance publique                    |                                             | | Manifestation d’environ 200 vendeurs de rues,. |                            |                                                                      | Inauguration: SUD Salon urbain de Douala 2007 |
|       | Responsabilité, l’habilité à répondre | Rues et boulevard du centre ville, Bonanjo et Akwa.                | 12 - 17 mars 2007  | Kamiel Verschuren                                                                                       | événement public                        |                                             | | Questionnement et compréhension de la vie publique dans la ville. |                            |                                                                      | Inauguration: International workshop Ars&Urbis 2007 |
|       | Le Zébu De Douala                     | Bonanjo                                                            | 2007               | Lucas Grandin                                                                                           | événement public                        |                                             | | Un zébu (vivant), un chariot et un dj set |                            |                                                                      | Inauguration: SUD Salon urbain de Douala 2007 |
|       | Ring, another kind of picture show    | Bonendale                                                          | 2007               | The Collective Autodafe - Art Bakery/Goddy Leye/Cercle Kapsiki/Dominique Malaquais/Aretha Louise Mbango | Performance publique                    |                                             | | Performance publique. |                            |                                                                      | Inauguration: SUD Salon urbain de Douala 2007 |
|       | Flag'art                              | Espace doual’art, Place du Gouvernement, Bonanjo                   | À partir de 2007   | Multiples artistes                                                                                      | Exposition temporaire                   |                                             | | Drapeaux hissés sur un mat culminant à 8 mètres, |                            |                                                                      | Flag art est un concept lancé par doual’art dans le cadre de son programme d’art public temporaire. Flag art est une plateforme conceptuelle qui offre aux artistes la possibilité de faire une déclaration visuelle relative aux conséquences d’un drapeau. Les artistes plasticiens sont invités à soumettre des propositions de drapeaux artistiques, sur une thématique de leur choix. Le flag est hissé et vernis sur un mat culminant à 8 mètres au-dessus de l’Espace doual’art. |
|       | Paï                                   | Avenue de General De Gaulle/Rue des Hydrocarbures, Bonanjo         | 2008               | Kouo Eyango                                                                                             | Sculpture permanente                    | Trente six (36) pagaies arrangées en cercle | Hauteur : de 3 catégories de taille (2,95 m; 3,65 m et 3,98 m), disposées en quatre (4) colonnes de neuf (9). | Sculpture à base de pagaies en fer,. | 4° 01′ 36″ N, 9° 41′ 26″ E | Sponsorisé par doual'art et offert à la Communauté Urbaine de Douala | Art public commissionné dans le cadre du SUD Salon urbain de Douala. Installée de façon provisoire sur la Place de la Recette des finances durant SUD2007, cette œuvre a définitivement été implantée à Bonanjo en mars 2009. Paï était une ‘forêt de pagaies’ pour reprendre l’expression de son auteur, réalisée en bois et métal, un hommage au passé des pêcheurs traditionnels. L’œuvre n’existe plus à cause du vol des pagaies en fer. |
|       | Diving in Deep - Pont Source          | Ndogpassi III                                                      | 2010               | Ties Ten Bosch                                                                                          | Installations éphémères et de proximité |                                             | | Interventions artistiques. |                            |                                                                      | Art public commissionné dans le cadre du SUD Salon urbain de Douala. Après sa première résidence à Douala en juin 2010, Ties Ten Bosch a décidé de s'installer comme résident durant deux mois (en octobre-décembre 2010) à Ndogpassi III, pour y mener le projet Diving in Deep, une série d'interventions artistiques et y créer un laboratoire ouvert aux habitants de manière à échanger avec eux sur les réalités du quartier. Son projet tourne autour d'un processus de créatif, où les résidents sont encouragés à trouver leurs propres solutions. Il a laissé à Ndogpassi un voiture-pont en bois, le Pont Source, réalisé en association avec ses voisins. 1. Where the streets have no name : pour créer plus d’identité dans le quartier, les noms ont été donnés aux rues, parce qu’ils n’avaient qu'un certain nombre. 2. Journal de l’eau : Tous les jours une bouteille d’eau de la source et l’autre de la rivière pour symboliser la durée du projet en Ndogpassi III 3. Le Plongeoir : un laboratoire qui fonctionne comme une présentation en croissance pour toutes les interventions pendant la résidens à Ndogpassi III 4. La Piscine : pixel-art on the self-created residency house in Ndogpassi III. |
|       | Ghorfa_7                              | Mangrove sur les rives du Wouri                                    | 2010               | Younès Rahmoun                                                                                          | Œuvre d'art architecturale              | Bois                                        | Dimension (à l’interieur): 214 × 236 × 185 cm                                                                 | Œuvre architecturale commanditée dans le cadre du Salon urbain de Douala,. | 4° 00′ 07″ N, 9° 40′ 28″ E | Sponsorisé par doual'art et offert à la Communauté Urbaine de Douala | En décembre 2010, une septième Ghorfa prend durablement racine dans la Mangrove environnant la ville de Douala. La mangrove est l’un des écosystèmes les plus productifs en biomasse de notre planète, elle est un stabilisateur efficace pour les zones côtières fragiles. À la suite de sa résidence en mai 2010, Younès Rahmoun a choisi la mangrove comme site d’accueil de son projet intitulé Ghorfa #7. La “Ghorfa” est une réplique de la chambre qu’il occupait dans la maison familiale à Tétouan. Avec cette installation, l’artiste nous invite à faire l’expérience de ce qui symbolise ou incarne pour lui un espace de travail et de méditation. Cet espace de méditation prend tout son sens dans un environnement aussi fragile que la mangrove. La Ghorfa #7 est fabriquée en matériaux locaux. L’œuvre n’est plus existante en raison de la détérioration du bois |
|       | United Sources of Douala              | Pont du Wouri                                                      | 2010               | Bili Bidjocka                                                                                           | événement/Installation temporaire       |                                             | | 160 drapeaux (80 chaque côté),. |                            |                                                                      | Après sa résidence à Douala en octobre 2010, Bili Bidjocka a réalisé United Sources of Douala, un projet multimédia: installation de drapeaux sur le pont du Wouri et dans la ville aux abords des sources naturelles cartographiées sur un plan de la ville, une performance de fourniture d’eau à la rencontre des citadins, la documentation de certains points d’eau par la parole des habitants, accessible par internet. |
|       | Parcours liquide                      | Bâtiment de la famille Bell, à côté de l’Espace doual’art, Bonanjo | 2010               | Christina Kubisch                                                                                       | Installation temporaire                 |                                             | | Parcours liquide est une installation sonore qui utilise la technique d’induction magnétique basée sur l’interaction de champs magnétiques créés par des fils électriques qui font circuler des enregistrements de sons liés à l’eau, et d’autre part par des casques créés par l’artiste pour permettre aux visiteurs de varier et mixer les sons et devenir ainsi composeurs eux-mêmes. |                            |                                                                      | En juillet 2010, avec son assistant Eckie Güther, Christina Kubisch a proposé un laboratoire d’enregistrement sonore au centre doual’art. Elle a enregistré des puits anciens et nouveaux, des lavoirs de quartier, des endroits cachés le long du Wouri, des voix d’enfants et le chœur symphonique de Douala avec des chants sur le fleuve Wouri et, bien sûr, la pluie incessante de juillet. Inauguration: SUD Salon urbain de Douala 2010. |
|       | Bessengue B’Etoukoa                   | Vallée Bessengue, Bessengue-Akwa                                   | 2013               | Trinity Session                                                                                         | événement public                        | Tête et cheveux                             | | événement public (installation vidéo, performance, défilé de coiffures), |                            |                                                                      | Le tissu urbain qui forme la « Vallée Bessengué », avec ses petits commerces et ses espaces sociaux, semble être un pôle de concentration d'activité humaine. De plus, la présence dynamique de « Thomas Fashion » sur les lieux offrait un site emblématique d'une production sociale et créative. Thomas, le coiffeur, est originaire de Douala et, à la fois comme personne et comme styliste, est une figure centrale pour la continuité de la vie sociale de la région, puisqu'il prodigue une intense énergie créative, à l'intérieur comme à l'extérieur de son salon de coiffure. Un lieu situé entre un pont et une pompe à eau en face du salon de coiffure a été choisi comme site du projet. Cet espace public circulaire s'étend de manière linéaire tout au long de la rivière jusque dans la vallée. Il « spatialise » le lieu dans le cadre d'un spectacle et d'autres événements variés. L'intervention a duré six jours, pendant lesquels un petit groupe de participants (choisis par Thomas pour leurs expériences de vie singulières) a inspiré une gamme variée de vêtements et de coiffures. Il n'y avait aucun mécanisme de contrôle conventionnel pour placer le public en relation avec la performance. Cependant, les gens du quartier se sont déployés sur le site de l'événement et tout autour, empêchant les voitures et les motos d'emprunter le pont et bloquant les voies. Jusqu'à 3,000 images séquentielles ont été capturées par participant. L'objectif photographique a capturé la transformation émotionnelle et psychologique de la personne en train d'être coiffée, et l'évolution de la forme de ses cheveux. La tête servait de paysage de base, et les différentes couches de tressage de fondation aux 'sculptures' de Thomas.Inauguration: 6 Decémbre 2013 - SUD Salon urbain de Douala 2013 |
|       | Les introuvables                      | Bessengue-Akwa                                                     | 2013               | Ginette Flore Daleu                                                                                     | Exposition temporaire                   | tôle                                        | 55 × 65 cm | 8 Impressions sur tôle |                            |                                                                      | Inauguration: 6 décembre 2103 - SUD Salon urbain de Douala 2013 |